# أحمد أيمن منصور
أحمد أيمن منصور لاعب كرة قدم مصري ، من ناشئي الزمالك ، ويلعب حاليًا للنادي المصري البورسعيدي في مركز الظهير الأيسر.

## الحياة الشخصية
له توأمه محمد مهاجم فريق السكة الحديد ، والصغير عمر يلعب كمهاجم في فريق اتحاد الشرطة ، وكلهم نجل اللاعب السابق لنادي الزمالك ومنتخب مصر في التسعينات أيمن منصور.

## مسيرته الكروية

### بداياته
كان أبوه يصطحبه مع توأمه محمد إلى نادي الزهور في عمر 6 سنوات ؛ لقربه من منزل العائلة ومنعًا لعناء الذهاب للمران والعودة للمنزل، في غياب والده المشغول بالمعسكرات والمباريات مع الزمالك والمنتخب.

### الزمالك
بدأت حكايته مع ناشئي الزمالك في عمر 17 سنة، ولعب لفرق الشباب مع الكابتن محمد رفاعي وقدم مستوى مرضيًا، ورغم وجود محمد عبد الشافي في هذا المركز في هذا التوقيت فقد قام الكابتن حلمي طولان بتصعيده للفريق الأول، فيما ظل إخوته في أنديتهم.

### طلائع الجيش
عندما أراد نادي الزمالك التعاقد مع أيمن حفني الذي كان مقيدًا في قوائم فريق طلائع الجيش رغم احترافه في ليبيا، فكانت الصفقة التبادلية بين الزمالك وطلائع الجيش وكان هو بين هذه الصفقة أي أن الزمالك إلى جوار المبلغ المدفوع في أيمن تنازل عنه ومعه لاعبان للجيش.

### الداخلية
بعد موسم غير موفق مع نادي طلائع الجيش ، سرعان ما انتقل للداخلية لموسم جديد يشبه إلى حد كبير سابقه بالجيش حتى اكتشف أن القدر قد أعد له مفاجأة سارة عندما تلقى دعوة من حسام حسن.

### المصري
جلس مع رئيس النادي المصري ووقع لثلاث سنوات بالمقابل المادي الذي حدده حسام حسن ، ويأتي هذا التعاقد مع اللاعب بعد بيع محمد عادل جمعة لنادي الزمالك ، وعدم اكتمال شفاء الظهير الأيسر وقتها محمود شاكر عبد الفتاح.

### مع المنتخب
تم اختياره لمنتخب الشباب مواليد 94 مع محمد عمر ولعب معه نهائيات أفريقيا للشباب في رواندا، ثم انتقل مع منتخب الكابتن ربيع ياسين ، والمنتخب الأولمبي مع الكابتن حسام البدري ولكن ذلك لم يستمر طويلًا.

## إحصائيات مشاركاته

### مع الأندية
آخر تحديث في 3 يوليو 2018
| الفريق   | الموسم    | الدوري  | الدوري | الكأس   | الكأس | البطولات القارية | البطولات القارية | الإجمالي | الإجمالي |
| الفريق   | الموسم    | مشاركات | أهداف  | مشاركات | أهداف | مشاركات          | أهداف            | مشاركات  | أهداف    |
| -------- | --------- | ------- | ------ | ------- | ----- | ---------------- | ---------------- | -------- | -------- |
| الداخلية | 2014–2015 | 19      | 0      | 1       | 0     | —                | —                | 20       | 0        |
| الداخلية | الإجمالي  | 19      | 0      | 1       | 0     | —                | —                | 20       | 0        |
| المصري   | 2015–2016 | 28      | 0      | 2       | 0     | —                | —                | 30       | 0        |
| المصري   | 2016–2017 | 29      | 3      | 5       | 0     | 5                | 0                | 39       | 3        |
| المصري   | 2017–2018 | 2       | 0      | 0       | 0     | 1                | 0                | 3        | 0        |
| المصري   | الإجمالي  | 59      | 3      | 7       | 0     | 6                | 0                | 72       | 3        |

## وصلات خارجية
- أحمد أيمن منصور على موقع قاعدة بيانات كرة القدم.إي يو (الإنجليزية)
- أحمد أيمن منصور على موقع ناشيونال فوتبول تيمز (الإنجليزية)
- أحمد أيمن منصور على موقع Soccerway.com (الإنجليزية)
- أحمد أيمن منصور على موقع عالم كرة القدم.نت (الإنجليزية)

- أحمد أيمن منصور[وصلة مكسورة]